# Battaglia di Rodi (1943)
Con battaglia di Rodi si intendono gli avvenimenti che si verificarono dopo l'8 settembre 1943 nell'isola che si conclusero con la conquista della stessa da parte della Wehrmacht.

## Le premesse
All'8 settembre 1943, data dell'armistizio italiano, era governatore del Dodecaneso, delle Cicladi e delle Sporadi Settentrionali l'ammiraglio di squadra Inigo Campioni, con sede a Rodi. Al Comando della zona militare delle isole italiane dell'Egeo soprintendeva invece il contrammiraglio Carlo Daviso di Charvensod, da cui dipendevano i servizi militari delle isole sopra citate.
A causa della mancanza di direttive dai Comandi centrali, della penuria di informazioni sulla situazione generale delle Forze armate italiane e quindi in mancanza di ordini precisi da seguire, il Comando Superiore delle Forze Armate (Egeomil), stanziato anch'esso a Rodi, si trovò davanti ad una situazione decisamente difficile, dovendo scegliere se continuare a combattere con la Wehrmacht o se restare fedele al re Vittorio Emanuele III. Come altri reparti italiani, i comandanti decisero di considerare il vecchio alleato germanico come un nemico, determinando così l'invasione dell'isola da parte delle truppe tedesche.

## Forze in campo

### Italia
Il governatore Campioni aveva uno Stato maggiore presso il Palazzo del Gran Maestro di Rodi a capo del quale era il generale di brigata Roberto Sequi, e dipendeva dal Comando Gruppo d'armate Est situato a Tirana.

#### Esercito

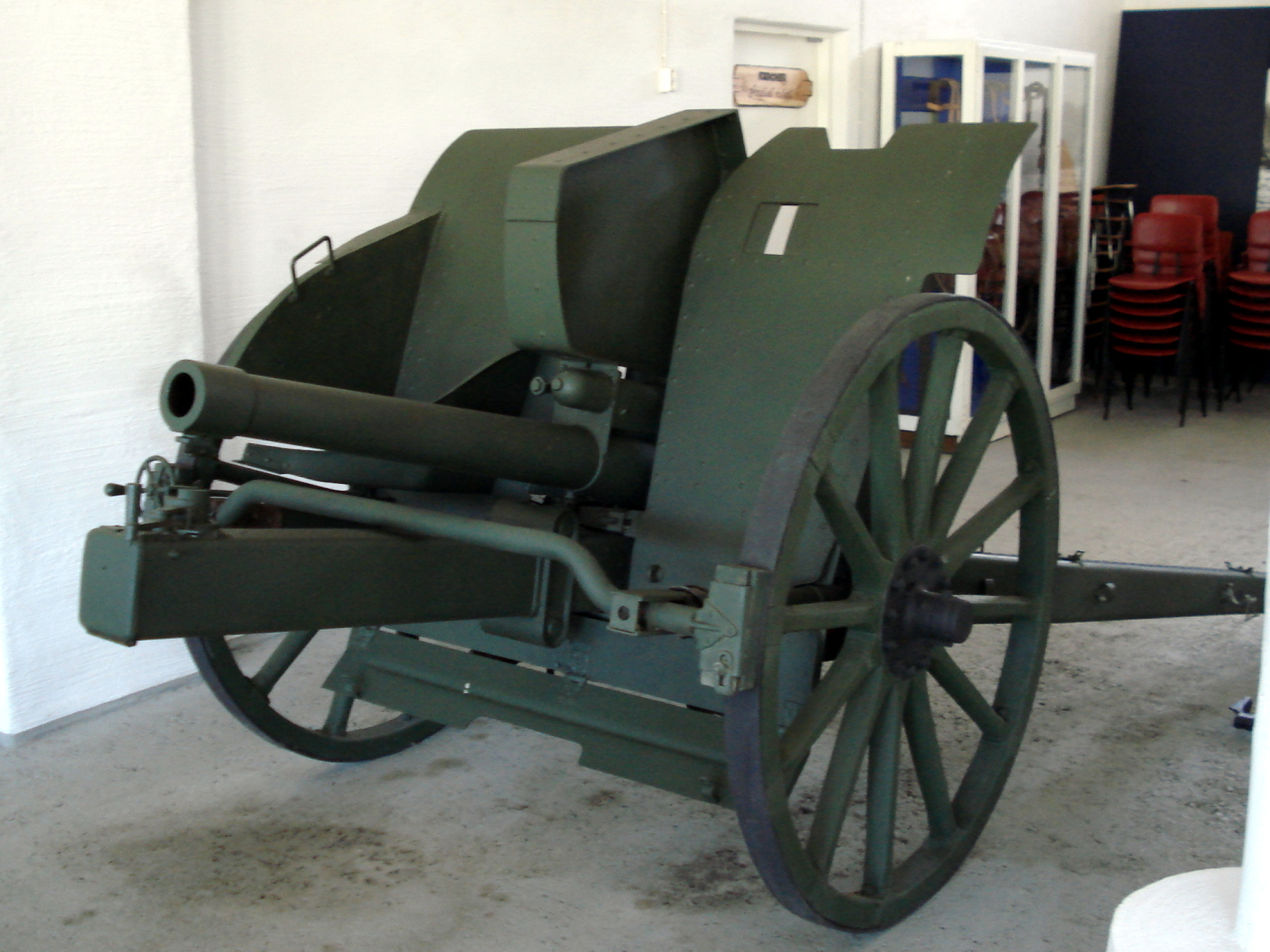
Cannone da 75/27 italiano

Il Regio Esercito decise di inviare nell'isola il generale di corpo d'armata Arnaldo Forgiero per assumere il comando delle forze terrestri e creare il Comando militare di Rodi, cosa che venne fatta il 1º settembre 1943, ma al momento dell'invasione tedesca molte opere di fortificazione interna dell'isola non erano complete a causa della mancanza di risorse.
Le forze, per un totale di circa 34 000 unità, comprendevano:
- La 50ª Divisione fanteria "Regina" (generale di divisione Michele Scaroina) composta da tre reggimenti di fanteria (agli ordini del comandante della fanteria divisionale della stessa divisione, generale di brigata Raffaello Calzini) e uno di artiglieria, quest'ultimo equipaggiato con cannoni da 75/27. Alla divisione mancava un battaglione del 9º Reggimento fanteria che era di presidio a Scarpanto e il 10º Reggimento fanteria dislocato invece a Coo; il reggimento artiglieria era a Rodi e presidiava le postazioni sul monte Fileremo ed altrove; dal 1º marzo 1939 fino al 1942 rimase divisione binaria[6] di presidio in Egeo; nel 1942 alla Divisione venne assegnato il nuovo 309º Reggimento fanteria. Nel periodo tra il 1942 e il 1943 continuò la difesa costiera e territoriale delle isole del Dodecaneso fino agli eventi del settembre 1943[7];
- 35º, 36º e 55º raggruppamento artiglieria da posizione per un totale di 46 batterie e 9 sezioni autonome armate con cannoni da 210/8, 149/12, 105/28 e 75/27, più il 56º raggruppamento artiglieria contraerea equipaggiato con cannoni da 75/27 e 90/53;
- qualche decina di vecchi automezzi sparsi per tutta l'isola.

Queste unità erano ripartite tra i seguenti settori per la difesa costiera e dell'entroterra:
- Settore Piazza di Rodi, nella punta settentrionale dell'isola;
- Settore Calitea, a nord-est;
- Settore Calato, a est;
- Settore Vati, il quale copriva una vasta zona che andava dal promontorio di Lindo a sud-est fino alla zona di mare davanti ad Alinnia, a ovest;
- Settore San Giorgio, a nord-ovest.

L'Esercito controllava inoltre tutte le comunicazioni dell'isola, ad eccezione di quelle delle batterie costiere e dei presidi di avvistamento, competenza della Marina.

#### Marina
A Rodi era presente uno Stato Maggiore del Comando della zona Militare Marittima dell'Egeo (Mariegeo) diretto dal capitano di vascello Mario Grassi.
Il Comando Marina di Rodi, alle dipendenze del capitano di fregata Adriano Arcangioli, controllava un reparto di intervento rapido da utilizzare in caso di invasione, varie mitragliatrici contraeree e otto batterie costiere elencate di seguito, nessuna delle quali provvista di stazione radio:
- Batteria Majorana, con tre cannoni da 152/40 e uno da 120/50 presso Monte Smith;
- Batteria Melchiori, con tre cannoni da 152/50 e uno da 102/35 a nord delle terme di Calitea;
- Batteria Bianco, con tre cannoni da 120/45 e uno da 76/17 a Cremastò;
- Batteria Dandolo, con tre cannoni da 152/40, uno da 102/35 e un altro da 76/17 a ovest del promontorio di Lindos;
- Batteria Morosini, con tre pezzi da 152/40 e uno da 102/35 a est del promontorio di Lindos;
- Batteria Mocenigo, con tre pezzi da 120/45 e uno da 76/17 nella costa est dell'estremità meridionale di Rodi;
- Batteria Bragadino, con quattro cannoni da 120/45 e uno da 76/17 nella costa ovest dell'estremità meridionale di Rodi;
- Batteria Alimnia, con un cannone da 76/40 e uno da 76/50 nell'omonima isola a ovest di Rodi.

Il naviglio ancorato a Rodi era composto esclusivamente da unità minori, più precisamente:
- III flottiglia MAS con tre motosiluranti e un MAS;
- XIV Gruppo Antisommergibile con due antisiluranti;
- XXXIX Flottiglia Dragaggio con otto imbarcazioni;
- Cannoniera Caboto (in avaria);
- Piroscafo Pomezia adibito a nave frigorifera.

#### Aviazione
I circa 3 000 uomini della Regia Aeronautica presenti nell'isola erano agli ordini del generale di brigata aerea Alberto Briganti.
A Gadurrà, Marizza e Paleocastro erano presenti degli aeroporti, ma il primo era vuoto dato che gli aerosiluranti che vi risiedevano si erano trasferiti in Italia da quasi un mese, mentre l'ultimo era inattivo da tempo e vi erano stati sistemati ostacoli sulla pista e contro i paracadutisti. A Marizza invece era presente:
- il 30º Stormo da bombardamento con 12 aerei;
- un nucleo di 40 caccia, di cui solo 30 bellicamente efficienti, costituito prevalentemente da C.R.42 e G.50 con solo sei M.C.202. I piloti erano solamente 20;
- una squadriglia adibita al trasporto equipaggiata con quattro S.M.81 e un S.M.75.

All'idroscalo di Rodi-Mandracchio inoltre risiedeva sempre un CANT Z.506 per gli spostamenti del governatore, mentre la 147ª Squadriglia, dotata di CANT Z.501, si occupava della ricognizione marittima. Altri due CANT Z.506 avevano la funzione di aerei ospedale. Compito dell'aviazione era vigilare sugli aeroporti, aiutati anche da batterie antiaeree da 20 mm appartenenti all'esercito.

### Germania
La presenza tedesca nell'isola iniziò nel gennaio 1943 quando ci furono vari tentativi di porre Egeomil sotto il comando tedesco, che però non ebbero successo. Nello stesso periodo, in accordo con la Regia Aeronautica, vennero installate due batterie da 8,8 cm da utilizzare per la difesa degli aeroporti; il personale si sarebbe dovuto ritirare dopo aver insegnato agli italiani come usare i pezzi, ma rimase più a lungo con la scusa che era previsto l'arrivo di altre batterie. Verso la fine del mese quattro ufficiali tedeschi esperti in fortificazioni costiere visitarono l'isola e ad aprile sbarcò un battaglione di Panzergrenadier che sarebbe stato rinforzato il mese successivo da altri due battaglioni.
Nel frattempo, alla fine di giugno, era giunto a Rodi il generale Ulrich Kleemann che comunicò la formazione nell'isola della divisione d'assalto (Sturmdivision Rhodos), la quale iniziò ad eseguire esercitazioni presso le linee difensive italiane situate a circa 11 km da Rodi città.

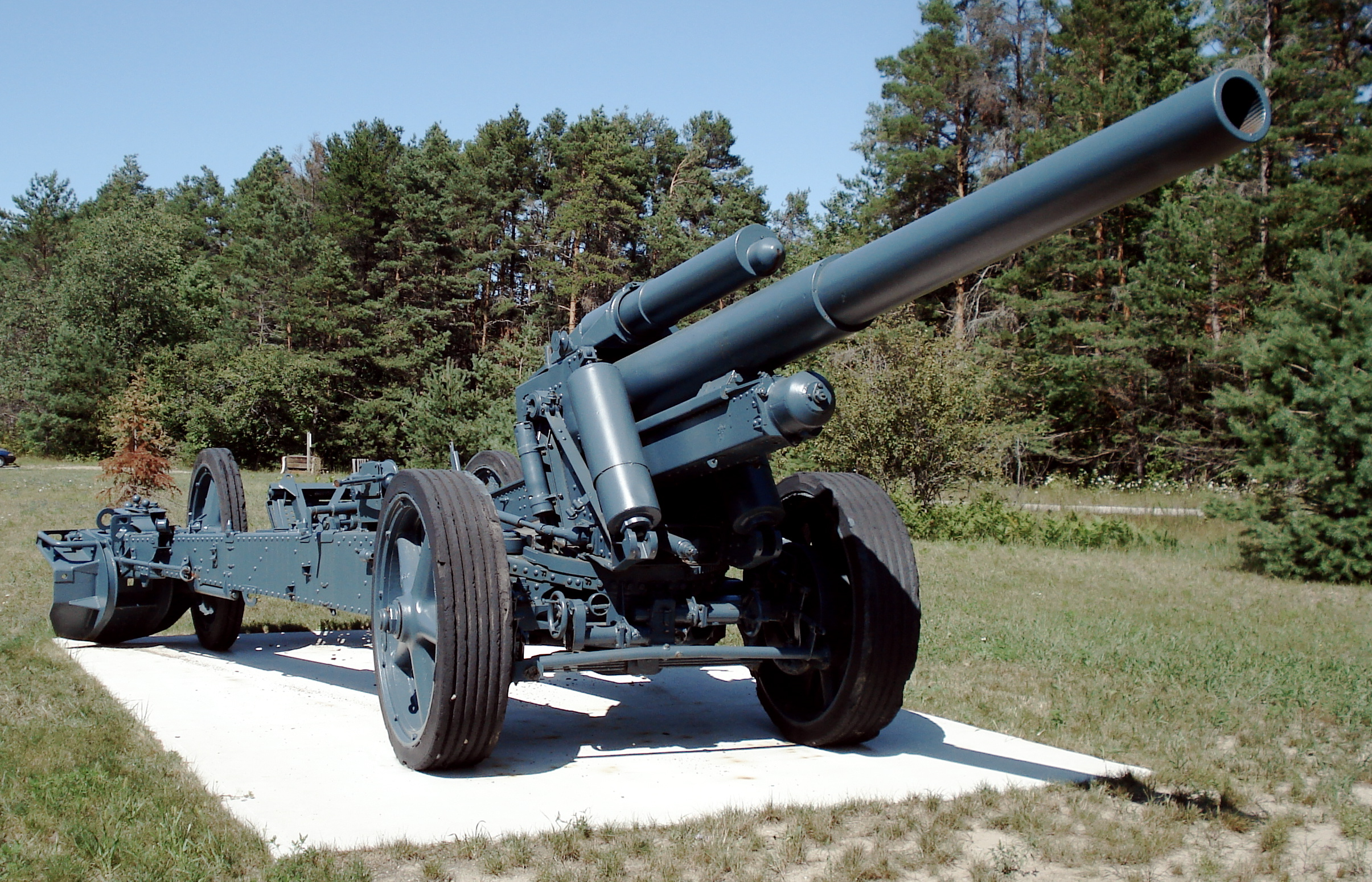
Obice da 15 cm tedesco

La divisione Rhodos, per un totale di uomini tra i 6 000 e gli 8 000, aveva una rete di comunicazioni indipendente da quella italiana, e ad agosto era composta da:
- un centro di Comando a Campochiaro;
- quattro battaglioni di panzergrenadier con circa 4 000 uomini dotati più o meno di 100 pezzi di artiglieria, armi anticarro e 60 o 70 mortai;
- un reparto da esplorazione formato da circa 1 500 unità equipaggiate con motocarrozzette armate, 20 vetture blindate e quasi 40 autoblindo;
- oltre 25 Panzer IV ordinati in un battaglione[15];
- quattro batterie (due costituite da semoventi Wespe) di cannoni da 10,5 cm e due (una equipaggiata con semoventi Hummel) da 15 cm;
- cinque batterie da 8,8 cm installate negli aeroporti;
- un reparto di circa 300 greci in uniforme tedesca la cui presenza, anche per i loro compiti non chiari, suscitò forti proteste dal Comando italiano.

I blindati totali erano 150, e da alcune foto scattate in quel periodo sono visibili un Panzer IV Ausf F2, un Panzer II, uno StuG III Ausf G e 15 pezzi semoventi.

## Storia

### 8 settembre

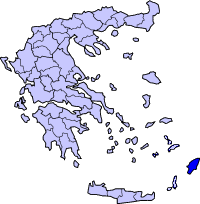
Localizzazione di Rodi nel mar Egeo

L'annuncio dell'armistizio colse del tutto impreparati i vertici militari e le truppe di stanza a Rodi, infatti il promemoria del Comando Supremo per le Forze in Egeo per il comando in loco (Egeomil), che avrebbe dovuto essere trasmesso all'isola per via aerea, non era pervenuto a destinazione per cause meteorologiche (il messaggero era ancora a Pescara il giorno 9, da dove gli fu ingiunto di procedere per Brindisi).
Verso la sera dell'8 settembre il governatore Campioni chiese al generale Forgiero di contattare Kleemann per esortarlo a non impartire ordini che avrebbero potuto provocare la reazione italiana, e il generale tedesco si mostrò calmo dicendo che avrebbe collaborato.

Verso le 20:30, non appena giunse la notizia dell'armistizio, il governatore indisse una riunione al Palazzo del Gran Maestro durante la quale non furono prese decisioni degne di nota data la mancanza di direttive precise su come muoversi. Il tenente colonnello Marcello Fossetta, comandante del campo d'aviazione di Marizza, informò il Comando che tutte le forze tedesche di guardia al campo erano riunite senza armi a guardare uno spettacolo cinematografico, per cui un colpo di mano in quel momento era particolarmente semplice da portare a termine, ma gli fu ordinato di non procedere date le precedenti promesse di Kleemann. Campioni si limitò a trasmettere a tutte le isole del Dodecaneso il proclama di Badoglio facendo notare l'ultima frase che ordinava di reagire "ad eventuali attacchi da qualsiasi altra provenienza".

Diversi furono invece gli ordini dell'ammiraglio Daviso:
- tutte le imbarcazioni in mare dovevano dirigersi a Lero, lasciando però a Rodi motosiluranti e MAS;
- le unità presenti a Rodi dovevano prepararsi a muovere entro breve tempo, eccezion fatta per la cannoniera Caboto che era in avaria;
- portare in stato di allarme le batterie costiere;
- aumentare la guardia al Comando Marina di Rodi e preparare la forza da sbarco della Marina;
- informare della situazione i Comandi Marina di Siro, Lero e Stampalia;
- opporsi con le armi a qualsiasi azione violenta tedesca.

Queste istruzioni si rivelarono poi essere in linea con quelle impartite da Supermarina il giorno 9.

A mezzanotte Kleemann, stavolta molto agitato, chiese al Generale Forgiero di poter muovere liberamente le sue unità per contrastare più rapidamente un possibile sbarco inglese, ma la risposta fu negativa.

### 9 settembre
Durante la notte Campioni e Kleemann discussero animatamente circa le forze di quest'ultimo presenti nell'isola, e sembra sia stato raggiunto l'accordo secondo cui la divisione Rhodos si sarebbe sistemata vicino a Campochiaro, le truppe tedesche negli aeroporti dovevano rimanere fuori dai perimetri e che per ogni movimento si sarebbe dovuta richiedere l'autorizzazione al Comando italiano.
Nel frattempo un aereo inglese aveva lanciato sull'isola migliaia di volantini firmati dal Comandante in Capo del Medio Oriente, generale Wilson, in cui si ordinava agli italiani, tra le altre cose, di impossessarsi delle postazioni tedesche e di far muovere gli aerei verso un aeroporto Alleato e le navi in un porto inglese, ma Campioni non tenne conto di questo volantino, anche perché la sua provenienza era dubbia.
Alle 9:00 un ufficiale della Wehrmacht andò al porto di Rodi (che era stato precedentemente chiuso dagli italiani) chiedendo di poterlo occupare, ma la sua richiesta fu respinta dal comandante del porto, il capitano Francesco Bagnus; era inoltre ormeggiato in un molo il piroscafo tedesco Taganrog con un carico di munizioni che chiese di poter lasciare l'isola, ma l'ammiraglio Daviso negò il permesso e anzi mise alcune guardie a sorvegliarlo. Dopo qualche decina di minuti il porto fu aperto e i tedeschi scaricarono le casse di munizioni.

Intorno a mezzogiorno ci furono i primi attacchi tedeschi nei confronti degli italiani che risposero al fuoco, ma in un'azione diretta contro la divisione Regina i tedeschi riuscirono a catturare il generale Scaroina che fu costretto ad ordinare la resa dei suoi uomini, avvisando però il Comando Militare di Rodi dell'accaduto. Fu ordinato quindi al generale Forgiero di riparare a Rodi città per evitare la completa caduta del Comando, ma alcuni mezzi della sua scorta furono intercettati dai tedeschi e il generale riuscì a raggiungere la città solamente intorno alle 15:00, proprio quando mezz'ora prima altre forze tedesche occupavano il campo d'aviazione di Marizza. Nonostante la proposta dell'ammiraglio Daviso di bombardare il campo con il cacciatorpediniere Euro ancorato a Lero fu respinta, il generale Briganti riuscì a ricevere l'autorizzazione da Campioni per procedere a usare l'artiglieria, mettendo fuori uso le batterie tedesche e i carri armati che avevano invaso la struttura, colpendo però anche aerei italiani. Quando si sentirono i colpi della battaglia al porto di Rodi, il capitano Bagnus ordinò la cattura del Taganrog e del suo equipaggio greco e tedesco, lasciando liberi i primi e conducendo in città i secondi; un nuovo equipaggio italiano mise piede sul piroscafo che salpò il 10 settembre diretto a Simi.
La batteria costiera Bianco, dopo aver colpito efficacemente i mezzi tedeschi nell'aeroporto di Marizza, dovette essere abbandonata perché seriamente danneggiata dalle bombe tedesche, mentre la Dandolo rimase accerchiata e si difese rispondendo al fuoco per breve tempo, dopodiché i suoi serventi furono fatti prigionieri. Questi soldati riuscirono poi a liberarsi il pomeriggio del 10 settembre.

### 10 settembre
Nella notte tra il 9 e il 10 si paracadutarono a Rodi tre uomini inglesi, i maggiori Dolbey e Jellicoe (quest'ultimo figlio di John Jellicoe, ex comandante della Grand Fleet) e un sergente con una stazione radio portatile. I tre furono portati al Palazzo del Gran Maestro dove conferirono con il governatore Campioni, chiedendo quanto ancora avrebbe potuto resistere e dicendo che le prime truppe inglesi di rinforzo sarebbero arrivate non prima di una settimana; Campioni propose di effettuare attacchi aerei diversivi e sbarchi di truppe a sud dell'isola per distogliere l'attenzione tedesca dalla città di Rodi, ma Dolbey (che parlava anche l'italiano) rispose che non vi erano sufficienti mezzi per accogliere le richieste. Alle 13:00 lo stesso Dolbey, che rimase ferito al momento dell'atterraggio col paracadute, fu evacuato a Simi con una motosilurante dopo avergli affidato una lettera del Governatore in cui si chiedeva aiuto al generale Wilson.
Già dalle prime ore del mattino intanto una formazione di mezzi tedesca si mise in marcia verso Marizza, rallentata però dall'artiglieria presente a Monte Paradiso e Monte Fileremo, dove erano presenti reparti dell'esercito rimasti isolati. Alle 9:00 un velivolo tedesco lanciò volantini in cui si intimava la resa in cambio del ritorno garantito in Italia, e alle 10:00 giunse il cacciatorpediniere Euro mandato il giorno prima a imbarcare 200 uomini a Coo, che però furono fatti rientrare dato l'arrivo di rinforzi a Rodi città dall'interno dell'isola. Nel pomeriggio la batteria Majorana, che stava colpendo mezzi corazzati nel campo d'aviazione di Marizza, rispose al fuoco di alcuni pezzi da 8,8 cm tedeschi, e insieme agli uomini della Melchiori e di alcuni mortai dell'Esercito ridusse al silenzio la postazione nemica, provocando molti morti e perdendo sei uomini.
A sera i tedeschi conquistarono le posizioni sul monte Paradiso e Fileremo, a cui se ne aggiunsero presto altre. Alle 19:45 i rimanenti due uomini inglesi, un colonnello e un maggiore italiano furono trasferiti a Castelrosso dove si sarebbe dovuto discutere ulteriormente della situazione e degli aiuti da inviare a Rodi, ma la caduta dell'isola, avvenuta il giorno 11, avrebbe reso superflua ogni parola.
Durante la notte Campioni fu informato della resa dei reparti italiani in Grecia e a Creta, rendendo ancora più fragile la posizione di Rodi nel Mar Egeo.

### 11 settembre
Alle ore 7:00 incursioni aeree tedesche colpirono la batteria Majorana e la stazione radio della marina mettendola fuori uso. Arrivò anche, sebbene non si sappia l'ora esatta, un colonnello inglese che fu portato subito dal governatore, il qualche chiese ancora una volta di effettuare azioni diversive e di fornire almeno dei caccia per limitare le azioni della Luftwaffe. Il colonnello chiese se si riteneva possibile un imminente attacco tedesco alla città di Rodi e per quanto tempo ancora la guarnigione italiana avrebbe potuto resistere, dopodiché fu subito riaccompagnato al porto dove prese il largo per Castelrosso.

Il motivo di tanta fretta fu perché alle 8:00 giunse un ufficiale della divisione Regina scortato da un ufficiale della Rhodos: l'italiano portava un messaggio del generale Scaroina che chiedeva di poter porre fine ai combattimenti che si stavano svolgendo nel sud dell'isola, ma Campioni rispose che questi dovevano proseguire in attesa di incontrare il generale Kleemann. Alle 10:30 altri due ufficiali della Wehrmacht comunicarono al Comando italiano le condizioni di resa dettate dall'OKW, cioè la cessazione delle ostilità in tutta l'isola, il rilascio dei prigionieri tedeschi e la resa senza condizioni delle truppe italiane.
L'ufficiale tedesco aggiunse che le decisioni definitive sarebbero state concordate con Kleemann, e che il Governatore aveva mezz'ora di tempo per decidere, dopodiché sarebbe stato ordinato un attacco aereo sulla città di Rodi.
Campioni fece il punto della situazione con il suo Stato Maggiore: vista l'impossibilità di ricevere aiuti dagli inglesi, la critica situazione militare (erano rimasti solo quattro pezzi di artiglieria, la batteria Majorana e tre batterie contraeree, anche se reparti dell'esercito continuavano a resistere) e per evitare anche la morte di civili, si decise di trattare per la fine dei combattimenti. Nel frattempo circolò la falsa notizia che alcuni carri armati tedeschi erano entrati in città, per cui alcuni natanti presero il largo di propria iniziativa seguiti a breve da altri convinti di eseguire ordini che non potevano essere ricevuti; l'ammiraglio Daviso ordinò poi loro di dirigersi a Lero.

Alle 15:30 il governatore, il generale Forgiero e l'ammiraglio Daviso si recarono in una località vicino a Rodi città per incontrare Kleemann. Alla fine della riunione fu deciso che:
- Campioni avrebbe continuato a ricoprire la sua carica;
- i reparti italiani sarebbero rimasti intatti ma dovevano essere disarmati (gli ufficiali potevano però conservare la loro arma);
- il Comando tedesco sarebbe rimasto fuori dalla città di Rodi e nessuna loro unità vi sarebbe entrata, salvo occasioni particolari.

Gli italiani distrussero i documenti segreti e i cifrari, ma si mantenne una postazione radio clandestina in una casa di contadini; si informò anche il Governo a Brindisi, ma non è chiaro se la comunicazione raggiunse il destinatario.
Le truppe italiane reagirono negativamente alla notizia della resa, anche perché in alcuni casi avevano arginato in maniera efficace gli attacchi tedeschi, e si credeva che questi ultimi avessero ormai poche munizioni e scarso carburante; addirittura qualche soldato accolse la notizia della resa credendo si parlasse di quella tedesca, tanto era evidente la situazione di vantaggio del suo reparto sul nemico che aveva davanti.

## A Rodi dopo la resa
La resa degli italiani comportò ai tedeschi il grave problema di cosa fare con così tanti prigionieri, anche perché non erano disponibili imbarcazioni per trasferirli tutti in altre isole. Le prime due forze a essere disarmate furono la Regia Aeronautica e la Regia Marina, perché decise fermamente a non collaborare e quindi potenzialmente più pericolose del Regio Esercito, dove alcuni ufficiali davano segni di amicizia nei confronti dei tedeschi.

Dopo aver obbligato il governatore Campioni a ordinare la resa delle sue truppe a Scarpanto, con la minaccia di un attacco aereo, il generale Kleemann, che ora era al comando di Rodi, tentò di fare lo stesso con Coo e Lero, ma stavolta Campioni non diede nessun ordine. Ben presto i tedeschi si installarono nel Comando italiano e gradualmente furono fatti evacuare tutti gli alti ufficiali italiani, compreso Campioni.

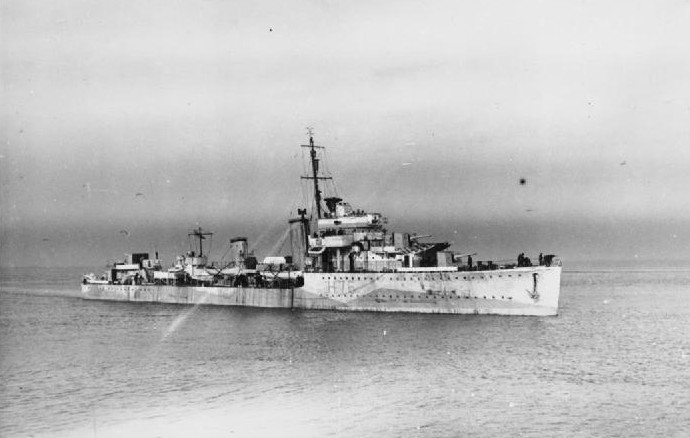
L'HMS Fury, una delle due navi che affondò per sbaglio il Donizetti carico di prigionieri italiani

Durante questo periodo furono molti gli italiani che tentarono la fuga via mare per sottrarsi alla prigionia, ma spesso i tentativi finirono male e gli uomini morivano in mare o venivano scoperti dai tedeschi. A volte comunque le fughe avevano successo e, dopo una faticosa navigazione nell'Egeo, i soldati approdavano a Coo o a Lero.

Il 19 settembre circa 1 800 uomini dell'aviazione e della marina (1584 secondo fonti tedesche, 1835 secondo altre versioni) furono imbarcati sulla motonave Donizetti catturata dai tedeschi per essere trasferiti, ma durante il viaggio due cacciatorpediniere inglesi, l'Eclipse e il Fury, affondarono la nave provocando la morte di tutti gli occupanti. Il 12 febbraio 1944 un'altra nave, il piroscafo Oria, urtò uno scoglio vicino all'isola di Gaidaro e morirono 4 062 prigionieri.. Altri soldati invece furono introdotti nell'ambiente civile greco dai comandanti italiani per evitarne la cattura; pochi invece furono quelli che aderirono alla causa tedesca o repubblichina.
In totale abbandonarono l'isola circa 1 580 militari, i dispersi furono 6 520 e vennero eseguite 90 fucilazioni dai tedeschi, 40 delle quali senza processo.
Il presidio di Alimnia, retto dal sottotenente Cinicola, ricevette l'ordine di resa da un generale italiano, ma rifiutò di deporre le armi. Raggruppati gli sbandati che giunsero nell'isola, e dopo aver comunicato faticosamente con Lero, gli uomini mossero per quest'isola con armi, munizioni, e viveri.
Col passare del tempo la situazione di Rodi divenne disperata sotto il punto di vista alimentare: i tedeschi per risparmiare viveri trasferirono altrove civili e militari in licenza, e solo gli aiuti inglesi evitarono il peggio.
Nel settembre 1944 il generale Wagener sostituì Klemann fino a quando, il 9 maggio 1945, il dominio tedesco su Rodi ebbe ufficialmente fine.

### La resistenza
Qualche sporadico episodio di resistenza nei confronti dell'invasore tedesco fu portato avanti da civili greci, e l'Italia fece la sua parte con il 2° capo cannoniere Pietro Carboni: egli si rifugiò all'interno dell'isola cercando di riunire altri soldati italiani per poter compiere atti di sabotaggio, ma venne scoperto e dovette abbandonare lo scopo. Fu in seguito catturato ma si liberò, e riuscì in qualche modo a disattivare alcune mine poste dai tedeschi, a sabotare un aeroporto e ad incendiare alcuni boschi; lo assistevano nella sua opera un carabiniere e un civile italiano. Il 26 dicembre 1944 un civile greco condusse una pattuglia tedesca al suo rifugio: Carboni, intuito il pericolo, aggredì uno dei militari con un pugnale, ma fu ucciso da un colpo di fucile sparato dal greco.
Per le sue azioni gli venne concessa la Medaglia d'oro al valor militare.

## L'operazione Accolade
All'inizio del conflitto il War Office (stato maggiore britannico) elaborò un piano per l'occupazione di Rodi, inizialmente denominato Mandible e successivamente Handcuff e Accolade, nome che, nel corso del 1943, venne usato per indicare operazioni generiche contro l'isola. Questo piano, che era finalizzato ad aprire una linea di comunicazione diretta con la Turchia ed aprire una strada ad un intervento degli alleati occidentali verso la Romania (ed in particolare Ploiești), era un parto tipico della strategia indiretta britannica, osteggiato quindi dagli Stati Uniti, orientati a concentrare gli sforzi sull'Europa centrale senza diversioni sui Balcani. Inoltre la Turchia non voleva rischiare di perdere lo stato di nazione neutrale, che le permetteva di far fronte diplomaticamente a qualsiasi pretesa avesse avanzato l'Unione Sovietica. Non bisogna neppure dimenticare che la Turchia, nel corso dei primi anni di guerra, esportava verso la Germania lana, ma soprattutto nichel.
A fine 1942 il JPS (Joint Planning Staff, comitato di coordinamento strategico) emise un documento in cui prevedeva (correttamente) il collasso dell'Asse in Nordafrica e la successiva uscita dell'Italia dalla guerra, sulla base del quale Wilson (diventato dal 16 febbraio 1943 comandante in capo delle forze britanniche in Medio Oriente) richiese due divisioni di fanteria per sviluppare Handcuff / Accolade. La partecipazione di truppe turche venne esclusa, considerando che la Grecia aveva ambizioni analoghe sulle isole del Dodecaneso. Agli inizi di maggio il piano fu esteso all'occupazione anche di Scarpanto, utilizzando tre divisioni di fanteria, una brigata corazzata, due battaglioni indipendenti, e due battaglioni paracadutisti. Tuttavia, una volta che tutte le forze alleate nel MTO (Mediterranean Theatre of Operation, Teatro di Operazioni Mediterraneo) furono poste sotto il comando di Eisenhower (la cui priorità era un attacco diretto verso l'Italia), il piano da  manovra strategica passò in secondo piano, in attesa dei possibili sviluppi della politica italiana. Inoltre lo sbarco in Sicilia permise di utilizzare unicamente risorse marginali (particolarmente per quanto riguardava i mezzi navali) per un intervento a favore degli italiani contro i tedeschi.
Nell'estate del 1943 la situazione prevedeva solo l'impiego dell'8th Indian Division (8ª divisione indiana) con un pugno di mezzi da sbarco per occupare Rodi. Il 1º settembre, con le truppe già imbarcate sui mezzi da sbarco, Wilson, non essendo a conoscenza degli eventi che stavano maturando fra il governo Badoglio e gli Alleati, fece ritirare le truppe e trasferì i mezzi in India. Solo due giorni dopo il generale inglese fu messo a conoscenza di quanto stava avvenendo in Sicilia, ma ormai i mezzi da sbarco erano assegnati ad un altro teatro, e l'attimo in cui era possibile intervenire pesantemente a favore degli italiani era passato.
Wilson, tuttavia, pur avendo rinunciato all'occupazione di Rodi, propose al War Office di sfruttare la situazione occupando alcune isole minori e di prendere accordi con i comandi italiani per utilizzo della 234th Infantry Brigade Malta (234ª brigata di fanteria Malta) basando a Coo una squadriglia di Spitfire.
Il giorno 8 settembre al Cairo fu tenuto, da parte del generale Heyman, un briefing a sette ufficiali, per illustrare loro una missione a Rodi presso il governatore (ammiraglio Campioni) allo scopo di concordare le modalità di intervento britannico. Un ufficiale (maggiore Jellicoe) sarebbe stato aviolanciato sull'isola la notte stessa, mentre il resto della missione avrebbe raggiunto via mare Castelrosso, dove sarebbe rimasto in attesa di istruzioni. L'aviolancio fallì a causa del maltempo e venne reiterato nella notte successiva, con tre uomini invece del solo Jellicoe. Nel corso della discesa i tre paracadutisti furono sottoposti al fuoco delle difese contraeree e, a terra, dei mortai, tuttavia il maggiore Dolbey (che parlava italiano) riuscì a prendere contatto con una pattuglia italiana e a raggiungere la mattina seguente (10 settembre) il distaccamento di Calitea da dove raggiunse fortunosamente Rodi, dove finalmente incontrò Campioni. Dolbey non poté garantire l'intervento britannico prima del 15 settembre, tuttavia la situazione bellica in quel momento era ormai troppo compromessa per poter sperare in una resistenza anche solo di cinque giorni.